# South Gate, Kalifornien
South Gate är en stad (city) i Los Angeles County, i delstaten Kalifornien, USA. Enligt United States Census Bureau har staden en folkmängd på 95 084 invånare (2011) och en landarea på 18,7 km².